# Липский переулок
Ли́пский переу́лок расположен в Печерском районе города Киева. Пролегает от Шелковичной до Липской улицы.
Протяжённость переулка 110 м, движение двустороннее.

## История
Липский переулок возник в 30–40-е годы XIX столетия под параллельными названиями: современным (от местности Липки) и Виноградный переулок. С 1919 по 1944 годы имел название в честь Бориса Донского.
К Липскому переулку приписано лишь одно здание (№ 3), возведённое в 1910-х годах в неоготическом стиле. Противоположную сторону улицы занимает «сталинское» здание по улице Шелковичной/Липской, 13/14.
30 июля 1918 года на углу Липского переулка и Екатерининской (ныне Липской) улицы бомбой, брошенной левым эсером Борисом Донским  был убит глава германского оккупационного режима на Украине фельдмаршал Герман фон Эйхгорн.

## Транспорт
- Ближайшие станции метро – «Крещатик», «Арсенальная»

## Почтовый индекс
01021

## Географические координаты
координаты начала 50°26′40″ с. ш. 30°31′59″ в. д.
координаты конца 50°26′37″ с. ш. 30°32′03″ в. д.